# CMC International
CMC International és una discogràfica propietat de Sanctuary Records. Té la seu a Londres (Regne Unit) i principalment es concentra en la publicació de discs de grups de rock i heavy metal.

## Artistes (passat i present)
- Annihilator (publicació dels àlbums King of the Kill (1994), Remains (1997) i Criteria for a Black Widow (2000))
- Bruce Dickinson
- Dokken
- The Fixx
- Iron Maiden
- Kix
- Alexi Lalas
- Loverboy
- Lynyrd Skynyrd
- Yngwie J. Malmsteen
- Overkill
- Saigon Kick
- Saxon
- Styx
- 38 Special
- Warrant
- Yes